# Округ Бјуфорт (Јужна Каролина)
Округ Бјуфорт (енгл. Beaufort County) је округ у америчкој савезној држави Јужна Каролина. По попису из 2010. године број становника је 162.233.

## Демографија
Према попису становништва из 2010. у округу је живело 162.233 становника, што је 41.296 (34,1%) становника више него 2000. године.
| Група             | 2000.          | 2010.           |
| Белци             | 81.477 (67,4%) | 107.279 (66,1%) |
| Афроамериканци    | 29.005 (24,0%) | 31.290 (19,3%)  |
| Азијати           | 953 (0,8%)     | 1.889 (1,2%)    |
| Хиспаноамериканци | 8.208 (6,8%)   | 19.567 (12,1%)  |
| Укупно            | 120.937        | 162.233         |